# Il circo a tre piste
Il circo a tre piste è un film comico con protagonisti Dean Martin e Jerry Lewis. Il film venne girato tra il 17 febbraio e il 31 marzo 1954 e distribuito negli Stati Uniti il 25 dicembre dello stesso anno dalla Paramount Pictures.

## Trama
Pete Nelson e Jerry Hotchkiss sono appena stati congedati dal servizio militare. Hotchkiss decide di usare la liquidazione ricevuta dall'esercito per diventare un domatore di leoni. Trova impiego presso il Clyde Brent Circus (in realtà il Clyde Beatty Circus), la cui proprietaria, Jill Brent si trova in cattive situazioni finanziarie, e Nelson si aggiunge alla compagnia.
Hotchkiss, mentre impara l'arte del domatore di belve feroci, si occupa anche di fare altri lavoretti ingrati nel circo, compreso il farsi sparare da un cannone come un proiettile umano. Però, capisce che il suo vero sogno segreto è quello di diventare un clown.
Nelson, intanto, si invaghisce di Saadia, la "Regina del Trapezio", e presto trova lavoro come suo assistente. Brent, anche lei interessata a Nelson, diventa gelosa. Hotchkiss, dopo aver trovato Puffo il Clown ubriaco fradicio, realizza finalmente il suo sogno e lo sostituisce nello spettacolo. Inizia a farsi chiamare Jerrico il Clown Meraviglia e diventa la nuova star del circo. Alla fine, Nelson e Brent finiscono insieme, e il circo si risolleva dai suoi problemi monetari grazie alla sua nuova stella.

## Curiosità
- Questo fu il primo film della coppia Martin e Lewis realizzato in VistaVision, e uno spezzone del film venne mostrato durante gli spot pubblicitari Paramount Presents VistaVision.
- Il trucco da clown ideato per Lewis nel film, sarà riutilizzato dallo stesso Jerry sia in I sette magnifici Jerry del 1965 che in Bentornato picchiatello del 1980.
- Nell'edizione italiana in DVD che circola normalmente, Jerry Lewis non è doppiato come al solito da Carlo Romano.

## Versioni alternative
Una versione rimontata del film venne distribuita dalla Paramount nel 1978 reintitolata Jerrico The Wonder Clown e proiettata nei cinema durante gli spettacoli mattutini riservati ai bambini.

## Critica
«... non fra le cose migliori della coppia Lewis-Martin.» *½ 